# Gasela de l'Atles
La gasela de l'Atles (Gazella cuvieri, en honor del naturalista Georges Cuvier) és una gasela de l'Àfrica Septentrional. És l'única gasela nadiua del nord del Sàhara. És un animal de color marró fosc, amb el cap i les potes marcats amb blanc i negre. La zona central també és blanca. La cua és molt curta i negra. L'animal també té una taca característica a sobre del nas de color negre. Ambdós sexes tenen banyes, que assoleixen una llargada de 35 cm i són corbades a la punta.